# بطولة تونس لألعاب القوى 1966
بطولة تونس لألعاب القوى 1966 هو الدورة 11 من بطولة تونس لألعاب القوى.

فاز بهذا الموسم الشرقية.

## روابط خارجية
- الموقع الرسمي للجامعة التونسية لألعاب القوى.